# 平井政実
平井 政実（ひらい まさみ、1803年（享和3年）- 1865年6月4日（慶応元年5月11日））は、江戸時代後期の武士。土佐藩勤皇派の上士。板垣退助の叔父。通称は平井善之丞。

## 来歴

### 生い立ち
享和3年(1803年)、土佐藩士・平井景起の嫡男として土佐国高知城下(現・高知県高知市)に生まれ、小浜藩の藩儒・山口菅山に学ぶ 。
土佐藩主第13代・山内豊熈の扈従となって膳番をつとめた。

### おこぜ組の獄
土佐藩の天明改革では、大監察(大目付)として藩政の刷新につとめたが、「おこぜ組の獄」によって失脚。
山内豊信が第15代土佐藩主として襲封すると、武市瑞山や、小南五郎右衛門、渡辺弥久馬ら尊皇派が藩庁に登用され、善之丞も再び大監察に起用された。

### 小野聖人
終始一貫して尊皇を唱え、武市瑞山らと気脈を通じたが、吉田東洋が参政(仕置役)に登用されると、東洋と藩政の方針に関して対立し辞任を余儀なくされる。失脚後は、知行地・小野村の小野神社（小野古城）の脇(現・高知県南国市岡豊町小蓮 )に閑居し、晴耕雨読の日々を送る。気高い人格と博識から名声が広まり「小野聖人」と称せられた。

### 土佐勤王党
文久元年(1161年)、武市瑞山は島村衛吉らを伴い、善之丞のもとを訪ね土佐勤王党に対する賛意を募ると
、上士の加盟者が少なかった中で、善之丞は「今こそ、天下のために起つべき時である。善之丞は老骨ながら援助を惜しまない」と瑞山を激励。

### 藩政復帰
翌文久2年(1862年)、吉田東洋が暗殺されると、土佐藩主第16代・山内豊範より藩政復帰を命ぜられ、三度目の大監察に任ぜられる。
この頃、平井収二郎、間崎哲馬、弘瀬健太らは青蓮院宮から令旨を受けて藩政改革を断行しようと画策したが、文久3年1月25日(1863年3月14日)に上洛した山内容堂は、これを「僭越の沙汰である」と激怒し、彼らを罷免して土佐へ送還。切腹を命じるという事件が起きた。

### 青蓮院宮令旨事件
この「青蓮院宮令旨事件」を契機として、山内容堂は、吉田東洋暗殺犯の徹底捜索を命じ、土佐勤王党に協力的であった国家老・深尾鼎、大監察・小南五郎右衛門をはじめ、同じく大監察であった善之丞も罷免された。
京都で八月十八日の政変が起こると、土佐でも土佐勤王党の獄が始まり、勤皇派は弾圧され、以後は再び小野に閑居した。
慶応元年5月11日(1865年6月4日)死去。享年63歳。明治31年（1898年）贈従四位。
法名は温良院寛裕日仁居士。墓は高知県高知市塩屋崎、佐竹花屋の上の平坦地の東の上側・加用墓地の上西側にあり。

## 家族
- 父：平井景起（　　- 1786年）
  - 本人：平井政実（善之丞、1803年 - 1865年）
  - 妻：乾信武の三女（1806年 - 1863年）- 純正院妙悟日道大姉 - 板垣退助の父の妹
    - 嫡男：平井政景（三十郎、1837年 - 1864年）　
    - 次男：日比野政起 - 戊辰東征に従軍

## 補註
1. 1 2 3  “『板垣精神 -明治維新百五十年・板垣退助先生薨去百回忌記念-』”.  一般社団法人 板垣退助先生顕彰会 (2019年2月11日). 2020年10月1日閲覧。
2. 1 2 3 4 5 6 7  『日本人名大辞典』講談社
3. 1 2 3 4 5 6  『土佐の墓(2)』山本泰三著、土佐史談会、1987年(昭和62年)、70頁
4. 1 2  “『なんこく歴史散歩』第58回”.   広報(高知県南国市) (2017年11月1日). 2020年10月1日閲覧。
5. ↑  田尻佐 編『贈位諸賢伝 増補版 上』（近藤出版社、1975年）特旨贈位年表 p.9
6. ↑  墓石には「信士」とあるが、過去帳の註記によれば「従四位」贈位の時に菩提寺より「居士」号を贈られたとある。